# Basilika Unserer Lieben Frau von der immerwährenden Hilfe (Brooklyn)

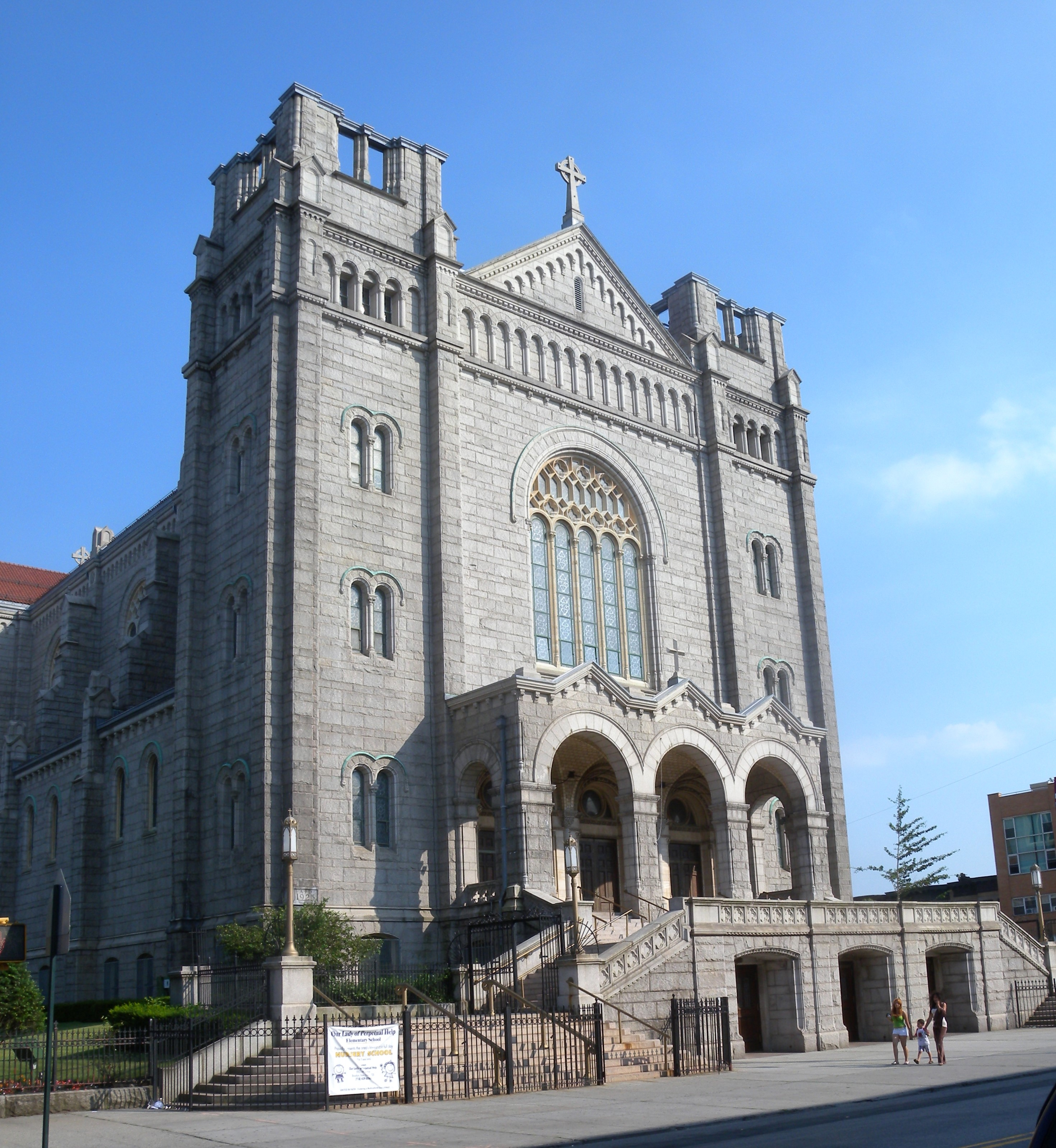
Eingangsfassade der Basilika

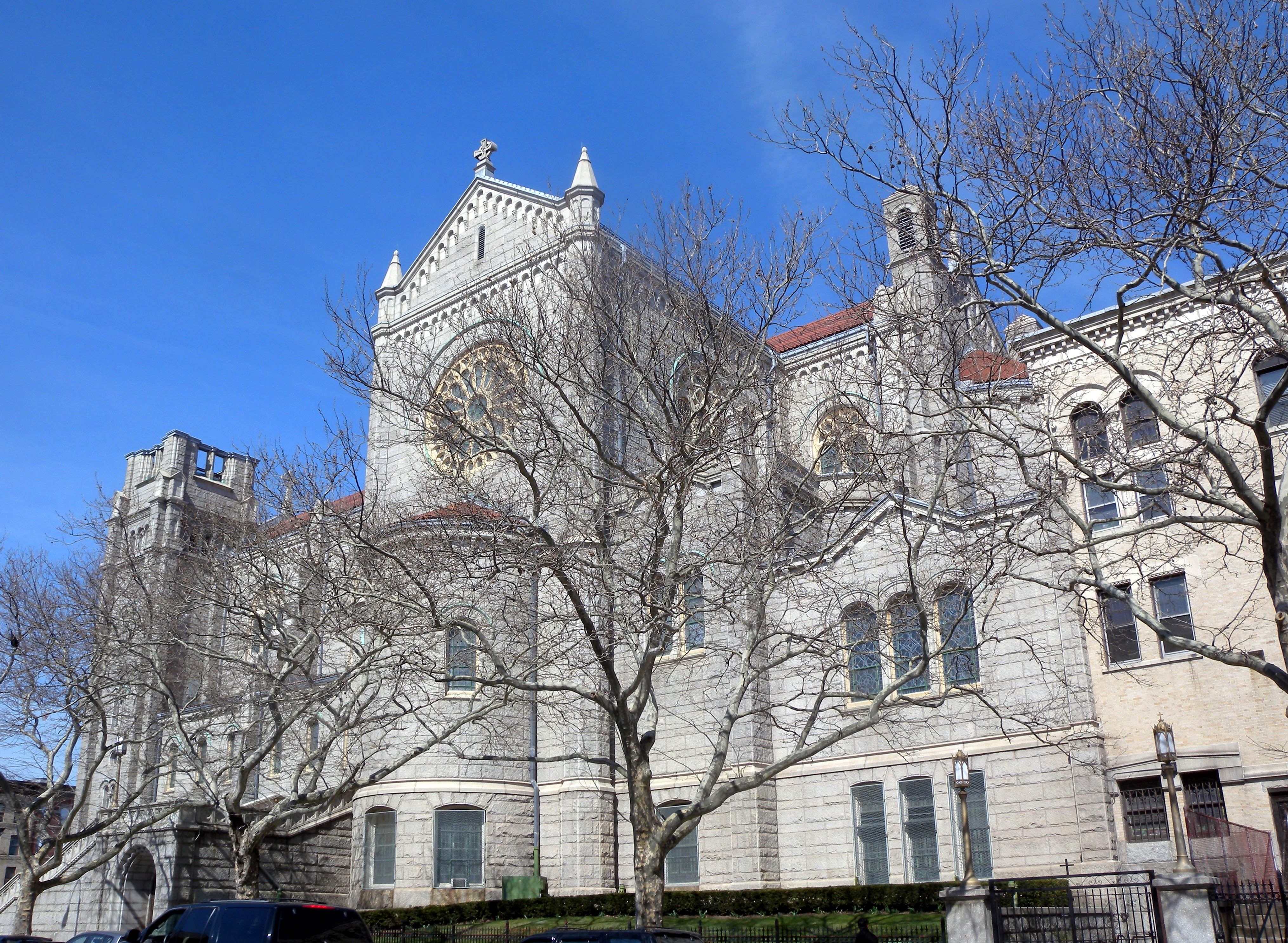
Seitenansicht

Die Basilika Unserer Lieben Frau von der immerwährenden Hilfe (englisch Basilica of Our Lady of Perpetual Help) ist eine römisch-katholische Kirche im New Yorker Stadtbezirk Brooklyn, Vereinigte Staaten. Die Pfarrkirche im Bistum Brooklyn führt wie bei Redemptoristenkirchen verbreitet das Patrozinium Unserer Lieben Frau der immerwährenden Hilfe, sie trägt den Titel einer Basilica minor.

## Geschichte
Die Pfarrei Our Lady of Perpetual Help wurde im November 1892 von Bischof Charles Edward McDonnell im Bereich des Stadtteils Sunset Park in Brooklyn gegründet. Die Redemptoristen kauften ein großes Grundstück für den Kirchbau. Die erste Gemeindemesse wurde 1893 in einem Privathaus gefeiert. Am 14. Januar 1894 wurde eine Holzrahmenkirche von Bischof McDonnell geweiht. Die Redemptoristen richteten am 6. Mai 1894 die ewige Novene Marias in der Pfarrei ein. Im darauffolgenden Dezember wurde die Kirche mit einer Kopie des Gnadenbildes Unserer Lieben Frau von der immerwährenden Hilfe aus der römischen Kirche des Erlösers und des heiligen Alfons von Liguori ausgestattet. 
Nach der Fusion Brooklyns mit New York City und den besseren Anschluss des Gebiets der Kirchengemeinde 1905 erfolgte ein schnelles Wachstum. Der Bau der heutigen Kirche begann 1907. Die untere Ebene wurde zwei Jahre später für Gottesdienste eröffnet, die Oberkirche wurde 1928 fertiggestellt. 1969 erhielt die Kirche durch Papst Paul VI. den Rang einer Basilica minor verliehen.
Während die Pfarrei bei ihrer Entstehung von irischen Einwanderern geprägt war, ist sie heute auch durch spanisch- und chinesischsprachige Gottesdienste gekennzeichnet. Die Basilika wird auch für große Diözesangottesdienste statt der kleineren Kathedralbasilika St. Jakob genutzt. Weiter werden größere Beerdigungsgottesdienste des New York City Police Departments und der New York City Fire Departments hier begangen.

## Architektur
Die Kirche wurde vom Architekten Franz Joseph Untersee aus Boston im neuromanischen Stil entworfen. Sie wurde aus Granit errichtet und innen in Terracotta gestaltet. Die Doppelkirche besitzt zwei übereinanderliegende Kirchenschiffe in der Art der Basilika San Francesco in Assisi, wobei das obere Kirchenschiff mehr Platz bietet und zu besonderen Anlässen verwendet wird. Die Kirche mit ihrem kreuzförmigen Grundriss hat eine Länge von fast 80 Metern und eine maximale Breite von 60 Metern, was eine Kapazität von 1800 Besuchern erlaubt.